# Emil Martínez
Emil José Martínez Cruz (El Progreso, 17 settembre 1982) è un calciatore honduregno, centrocampista dell'Hunan Billows e della Nazionale honduregna.

## Carriera
Martínez ha militato nelle squadre cinesi Beijing Guoan FC e Shanghai Shenhua, oltre al Marathón dell'Honduras, l'Alajuelense della Costa Rica e stette nella selezione del suo paese che partecipò ai Giochi Olimpici di Pechino 2008. Nel novembre 2009 si trasferisce agli Indios per il torneo Clausura 2010 del calcio messicano.
Nel suo curriculum, Martínez ha vinto la Chinese Super League con la squadra Beijing Guoan FC, nel suo paese col Marathón, squadra con la quale inoltre fu massimo goleador nella stagione 2007.